# Mateševo
Mateševo je naselje u općini Kolašin, na sjeveru Crne Gore.
Smješteno je jugoistočno od općinskog središta s kojim je povezano regionalnom cestom R-13. Nalazi se u dolini Tare, kod ušću desne pritoke Drcke.
Kod Mateševa se nalazi izlaz s dionice prvoizgrađene dionice autoceste Smokovac - Mateševo otvorene 13. srpnja 2022. godine, dijela autoceste Bar – Boljare.
Kroz Mateševo prolazi željeznička pruga Beograd – Bar.